# Sedmé nebe (Český rozhlas)
Sedmé nebe je hudební pořad na rozhlasové stanici Český rozhlas Vltava, kde "osobnosti české hudební scény vybírají a komentují hudbu svého srdce." V pořadu jsou uváděna témata od klasické hudby po alternativní rock. Pořad trvá 60 minut a je vysílán denně v 19 hodin. Jednotlivé díly jsou později dostupné na webu mujrozhlas.cz.
Jednotlivé pořady připravují:
- Milan Cais
- Jiří Černý (do roku 2022)
- Petr Dorůžka
- Vladimír Franz
- Jaromír Honzák
- Oto Klempíř
- Marta Kloučková
- Pavel Klusák
- Nina Marinová
- Monika Načeva
- Sára Vondrášková